# فهرست آتشفشان‌های جمهوری آذربایجان
در زیر فهرست آتشفشان‌های خاموش یا فعال جمهوری آذربایجان آورده شده است.

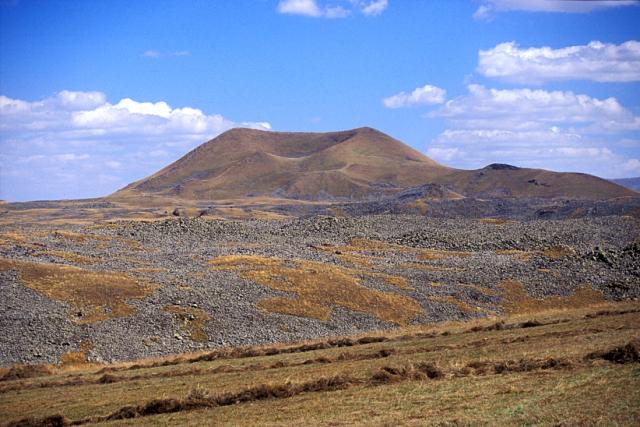
آخارباخار

| نام           | ارتفاع | ارتفاع | موقعیت                                          | آخرین فوران       |
| نام           | متر    | فوت    | دستگاه مختصات جغرافیایی                         | آخرین فوران       |
| ------------- | ------ | ------ | ----------------------------------------------- | ----------------- |
| بویوک ایشیق‌لی | ۳٬۵۵۲  | ۱۱٬۶۵۴ | ۳۹°۳۵′شمالی ۴۶°۱۰′شرقی / ۳۹٫۵۸°شمالی ۴۶٫۱۷°شرقی | ناشناخته          |
| آخارباخار     | ۲٬۸۰۰  | ۹٬۸۴۲  | ۴۰°۰۱′شمالی ۴۵°۴۷′شرقی / ۴۰٫۰۲°شمالی ۴۵٫۷۸°شرقی | ۷۷۸ پیش از میلاد  |
| قارقار        | ۳٬۰۰۰  | ۹٬۸۴۲  | ۳۹°۴۴′شمالی ۴۶°۰۱′شرقی / ۳۹٫۷۳°شمالی ۴۶٫۰۲°شرقی | ۳۰۰۰ پیش از میلاد |